# HD 133529
HD 133529，又名CD-2510710，SAO 183163、HR 5614，是一颗恒星，视星等为6.67，位于銀經337.27，銀緯27.98，其B1900.0坐标为赤經14h 59m 54.5s，赤緯-25° 27.98′ 1″。